# NGC 7178
NGC 7178 este o galaxie situată în constelația Peștele Austral. A fost descoperită în 31 august 1834 de către John Herschel. Se află la o distanță de 106,17 megaparseci de Pământ.